# 1440-е годы
1440-е (ты́сяча четы́реста сороковы́е) го́ды по юлианскому календарю — промежуток времени с 1 января 1440 года по 31 декабря 1449 года, включающий 1440 год 4-го десятилетия   и с 1441 по 1449 годы    5-го десятилетия XV века 2-го тысячелетия.  Они закончились 576 лет назад.

## Важнейшие события
- Междоусобная война в Московской Руси за великое княжение (1425—1453)[1]. Монголы захватывают Василия II в Битве под Суздалем (1445).
- Ферраро-Флорентийский собор (1438—1445). Автокефалия Русской церкви (1448).
- Ногайская Орда (1440—1634). Крымское ханство (1441—1783).
- Крестовый поход короля Венгрии и Польши против Османской империи закончился поражением в битве при Варне (1444). Битва на Косовом поле (1448) окончательно закрепила власть турок на Балканском полуострове.
- Тумуская катастрофа (1449) — монголы разбивают китайскую армию и захватывают императора.
- Иоганн Гутенберг построил первый печатный станок. Начало эпохи книгопечатания.
- 1440—1442 — Крестьянское восстание в Молдавии.

## Правители
- 1440—1444 — Король Венгрии Владислав III Ягеллон (как Ласло V).
- Около 1440—1464 — Царь Сонгаи Сунни Силман Данди.
- 1440—1449 — Антипапа Феликс V (1383—1451) (Амадей VIII Савойский).
- 1440—1493 — Король Германии (до 1486) и император Священной Римской империи Фридрих III Габсбург (1415—1493).
- 1440—1470 — Курфюрст Бранденбурга Фридрих II.
- 1440—1492 — Великий князь Литвы Казимир Ягеллончик (1427—1492).